# Тында (аэропорт)
Тында — региональный аэропорт, расположенный в 18 км севернее города Тынды. Суммарная пропускная способность аэровокзала составляет 100 пассажиров в час.

## История
Свою историю аэропорт начал как ВПП в годы Великой Отечественной войны, когда здесь заправлялись американские самолёты, прилетевшие с Аляски.
Как аэропорт открыт в 1965 году, принимал и отправлял самолёты местных рейсов. Из-за особенностей рельефа местности, насыщенной сопками, аэропорт не был способен принимать широкофюзеляжные самолёты со сложной глиссадой при заходе на посадку.
С 26 октября 1974 года открылось регулярное воздушное сообщение по маршруту Комсомольск-на-Амуре — Чегдомын — Тында. За 1974 год было отправлено 6592 пассажира, а в связи с началом строительства БАМа за один только 1975 год было отправлено уже 23 830 пассажиров.
С 1988 по 1992 год была произведена реконструкция со строительством аэровокзала, который включал в себя терминал с пропускной способностью 100 человек в час, кассовый зал, буфет, зал ожидания на 500 мест, комнаты отдыха, навигационная, метеослужба и пр. отделы. ВПП была увеличена до 1923 метров (по проекту до 3000 метров).
С 2008 года аэропорт принимает и отправляет, в основном, чартерные рейсы. С 1 ноября 2012 года аэропорт Тынды вошёл в состав федерального предприятия «Аэропорты Приамурья».
С 2013 года вошёл в общефедеральную программу «Развитие аэропортов России» со стоимостью реконструкционных работ свыше 2 млн рублей. Планировалась масштабная реконструкция аэропорта: удлинение взлётно-посадочной полосы до 2,5 километра и уширение до 45 метров, установка светосигнального оборудования, обновление радиостанции, компьютерной техники, реконструкция перрона, системы отопления и пр.
С середины 2015 года прорабатывался вопрос об открытии регулярных авиарейсов из Тынды в Хабаровск, Иркутск и Благовещенск.
С 3 октября 2016 года возобновились полёты по маршруту Тында — Хабаровск.
24 июля 2025 года при заходе на посадку вблизи аэропорта потерпел крушение самолёт Ан-24. Это крупнейшая авиакатастрофа Амурской области.

## Принимаемые типыВС
Ан-2, Ан-24, Ан-28, Ан-38, Як-40, DH8C, вертолёты всех типов, (Ан-26, Ан-30, Ан-32, Ан-72, Ан-74, Falcon F-900 , Bombardier Q-400 — с ограничением взлётной и посадочной массы). Максимальная взлётная масса воздушного судна 37 тонн. Классификационное число ВПП (PCN) 16/F/D/Y/T.

## Показатели деятельности
| год             | 2014  | 2015  | 2016  | 2017  | 2019  | 2020  | 2021  |
| тыс. пассажиров | 0,586 | 0,625 | 1,388 | 5,794 | 0,899 | 2,410 | 10,56 |
| Источники:      |       |       |       |       |       |       |       |

## Маршрутная сеть
По состоянию на 2021 год выполняются следующие рейсы:
Регулярные полеты
| № | Направление                      | Авиакомпания |
| - | -------------------------------- | ------------ |
| 1 | Тында — Благовещенск             | Сила         |
| 2 | Тында — Благовещенск — Хабаровск | Аврора       |
| 3 | Тында — Чита — Иркутск           | Сила         |
| 4 | Тында — Чита — Иркутск           | Ангара       |